# 古賀龍二
古賀 龍二（こが りゅうじ、1977年7月24日 - ）は、日本の元ラグビー選手。現在ジャパンラグビーリーグワン宗像サニックスブルースのアシスタントコーチを務めている。

## プロフィール
- 佐賀県出身
- ポジションはフルバック(FB)。
- 身長 178 cm、体重 85 kg
- ニックネームはリュウジ。
- 7人制日本代表に選ばれたことがある[1]。
- 九州代表に選ばれたことがある[2]。

## 略歴
高校からラグビーを始めた。
1996年、佐賀東高校卒業後、福岡工業大学に入る。
2000年、福岡工業大学卒業後、サニックス（現・宗像サニックスブルース）に加入。
2012年9月にトップリーグ100試合出場を達成した。
2016年、現役を引退した。